# Il quaderno di Maya
Il quaderno di Maya (El cuaderno de Maya) è un romanzo di Isabel Allende. È narrato in prima persona dalla diciannovenne Maya Vidal, ragazza cilena cresciuta dai nonni paterni a San Francisco.
L'autrice, su sollecitazione delle nipoti adolescenti, ha scritto questo libro, interamente ambientato nel mondo giovanile del XXI secolo. Come ha spiegato lei stessa, si tratta di un lavoro molto diverso dalle opere pubblicate in precedenza, con le quali ha in comune una figura di donna coraggiosa. Per la tecnica narrativa, ha scelto la forma del romanzo giallo.
Il romanzo è stato tradotto in portoghese, olandese, norvegese, neogreco, svedese, turco, danese, lituano, 
polacco, francese, tedesco, ungherese, rumeno, oltre che in italiano.

## Trama
Maya Vidal, una ragazza diciannovenne, drogata e alcolista, in fuga da spacciatori e agenti dell'FBI, lascia Berkeley per approdare nell'incontaminato arcipelago di Chiloé, nel sud del Cile. Viene ospitata da Manuel Arias, amico di vecchia data della nonna paterna, Nini. In questo luogo fuori dal mondo Maya scava nel proprio passato e in quello di Manuel.
Nini, dopo la morte del marito, il giornalista Felipe Vidal, abbandonò la sua patria, il Cile appunto, nel 1974 insieme al figlioletto Andrés. Giunge in Canada, dove conosce Paul Ditson II, docente universitario di astronomia. Nini sposa Paul e si trasferisce Berkeley. Andrés diviene un pilota e in uno dei suoi viaggi conosce Marta Otter, una hostess danese, che in breve tempo sposa e dalla quale avrà Maya.
Marta fugge dopo poco, affidando Maya alle cure dei nonni, Nini e Paul alias "Popo". Maya viene cresciuta dai nonni e vive un'infanzia, e parte dell'adolescenza, spensierata. Ma poi il Popo muore e qualcosa dentro Maya si spezza. Comincia a frequentare cattive compagnie, ad assumere droghe ed alcool, a commettere reati quali furti ed estorsioni. Di conseguenza, viene mandata in un centro di riabilitazione in Oregon dal quale fugge alla prima occasione.
Questa fuga porterà Maya a toccare il fondo. Viene stuprata da un camionista che le offre un passaggio e giunta a Las Vegas conosce Brandon Leeman, per conto del quale comincerà a vendere droga. Maya si trasferisce nell'abitazione di Brandon, dove vive anche Freddy, un bambino tossicodipendente con il quale stringerà una profonda amicizia. A Las Vegas Maya assume tutti i generi di droghe e diviene alcolista. Quando lo spacciatore viene ucciso, Maya si trova inseguita dai suoi guardaspalle, Joe Martin e il Cinese. La ragazza è a conoscenza di un posto segreto dove Brandon aveva nascosto dei soldi e le matrici per stampare banconote false che appartengono al fratello dell'uomo. Sia la malavita che l'FBI vogliono impossessarsi delle matrici. Maya conduce una vita da mendicante e giunge al punto di prostituirsi per potersi pagare una dose.
Riesce a mettersi in salvo grazie all'aiuto di Freddy, che la affida alle cure delle "Vedove di Gesù". Una volta disintossicata, riprende i contatti con la famiglia e fugge in Cile.

## Edizioni in italiano
- Isabel Allende, Il quaderno di Maya, traduzione di Elena Liverani, Milano: Feltrinelli, 2011